# Естремоз
Естремоз (порт. Estremoz) је значајан град у Португалији, смештен у њеном источном делу. Естремоз је други по значају град округа Евора, где чини једну од општина.

## Географија
Град Естремоз се налази у источном делу Португалије. Од главног града Лисабона град је удаљен 170 километара источно, а од Портоа град 450 километара јужно.
Рељеф: Естремоз се развио у сушном подручју Алентежо. Град се налази у подручју ниске висоравни, на надморској висини од приближно 410 m.
Клима: Клима у Естремозу је изразита средоземна, са веома мало падавина.
Воде: Услед сушне климе водотоци у Естремозу и околини су ретки и непостојани током летњих месеци.

## Историја
Подручје Естремоза насељено још у време праисторије. Град је добио на значају у 15. и 16. веку када је ту било значајно седиште португалске војске, као превентива упадима из оближње Шпаније.

## Становништво
По последњих проценама из 2008. г. општина Естремоз има око 15 хиљада становника, од чега око 7 хиљада живи на градском подручју. Сеоско подручје је веома ретко насељено (< 20 ст./км²).

## Партнерски градови
- Зафра

## Галерија
- Средишњи трг Естремоза
- Улица старог дела града
- Зидине утврђења у Естремозу